# 伊西利庫爾
54°55′N 71°16′E / 54.917°N 71.267°E

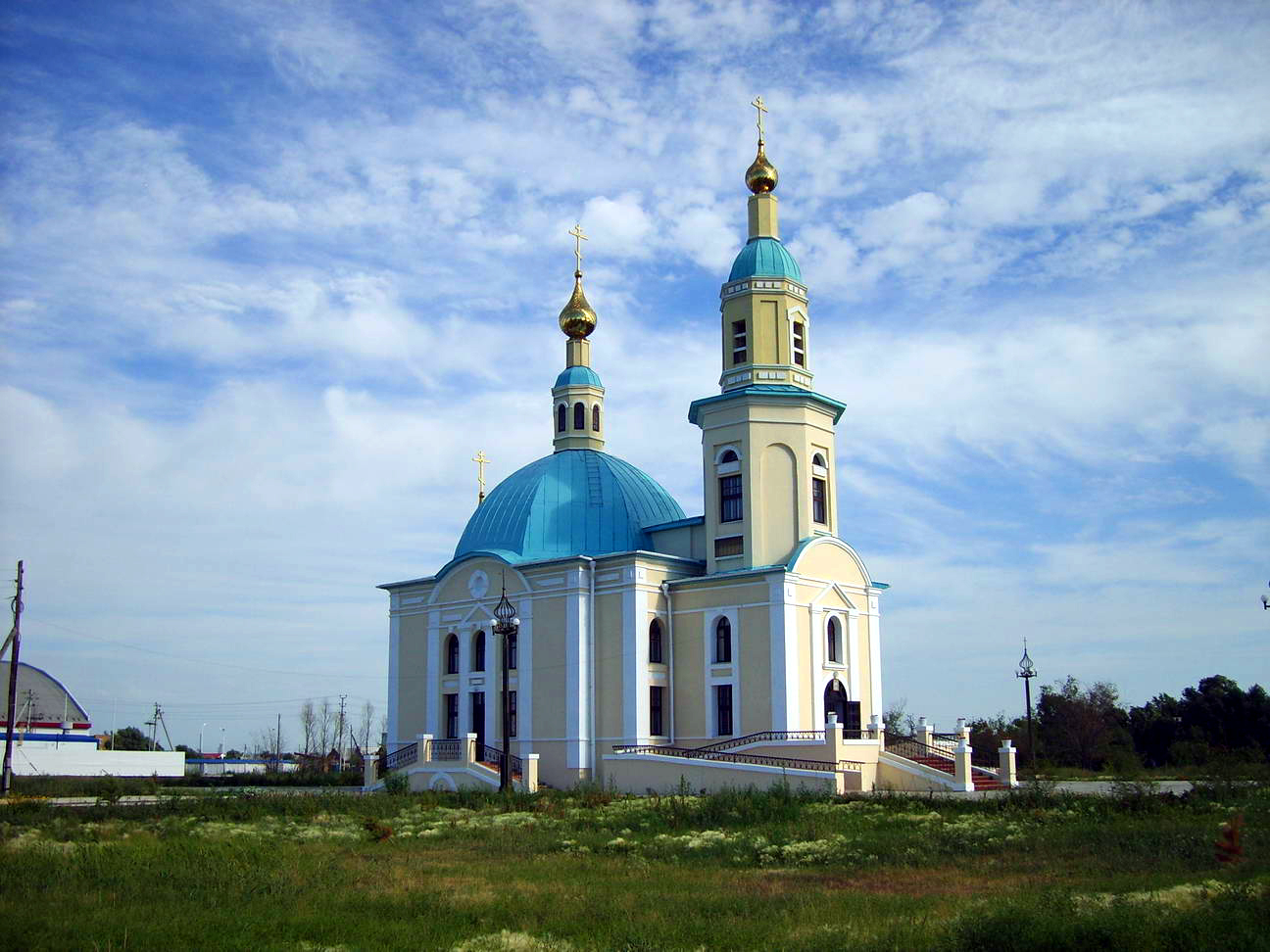
寺庙

伊西利庫爾 （俄语：Исильку́ль）是俄羅斯鄂木斯克州西部的一個城市，位於州府鄂木斯克以西120公里西伯利亞鐵路沿線，也是欧洲E30公路东部终点。截至2021年人口为22101。
1895年建立。1945年設市。